# Sondernau
Sondernau ist ein Gemeindeteil des Marktes Oberelsbach im unterfränkischen Landkreis Rhön-Grabfeld in Bayern.

## Geographische Lage
Das Kirchdorf liegt 2,5 km südwestlich von Oberelsbach. Der Ort ist über die durch den Ort verlaufende Staatsstraße 2289 westwärts mit Weisbach und nordostwärts mit Oberelsbach verbunden. Ostwärts führt die Kreisstraße NES 24 nach Unterelsbach.

## Geschichte
Die erste urkundliche Erwähnung des Ortes stammt aus dem Jahr 1161. Der Ortsname stammt vom den Ort durchfließenden Sonderbach.
Im Mittelalter entstand der Kern des Kirchturms der örtlichen St.-Pankratius-Kirche. Im Jahr 1600 wurde unter dem Würzburger Fürstbischof Julius Echter von Mespelbrunn das Langhaus der Kirche erbaut und der Turm erhöht.
Am 1. Januar 1978 wurde Sondernau im Rahmen der Gemeindegebietsreform ein Gemeindeteil von Oberelsbach.

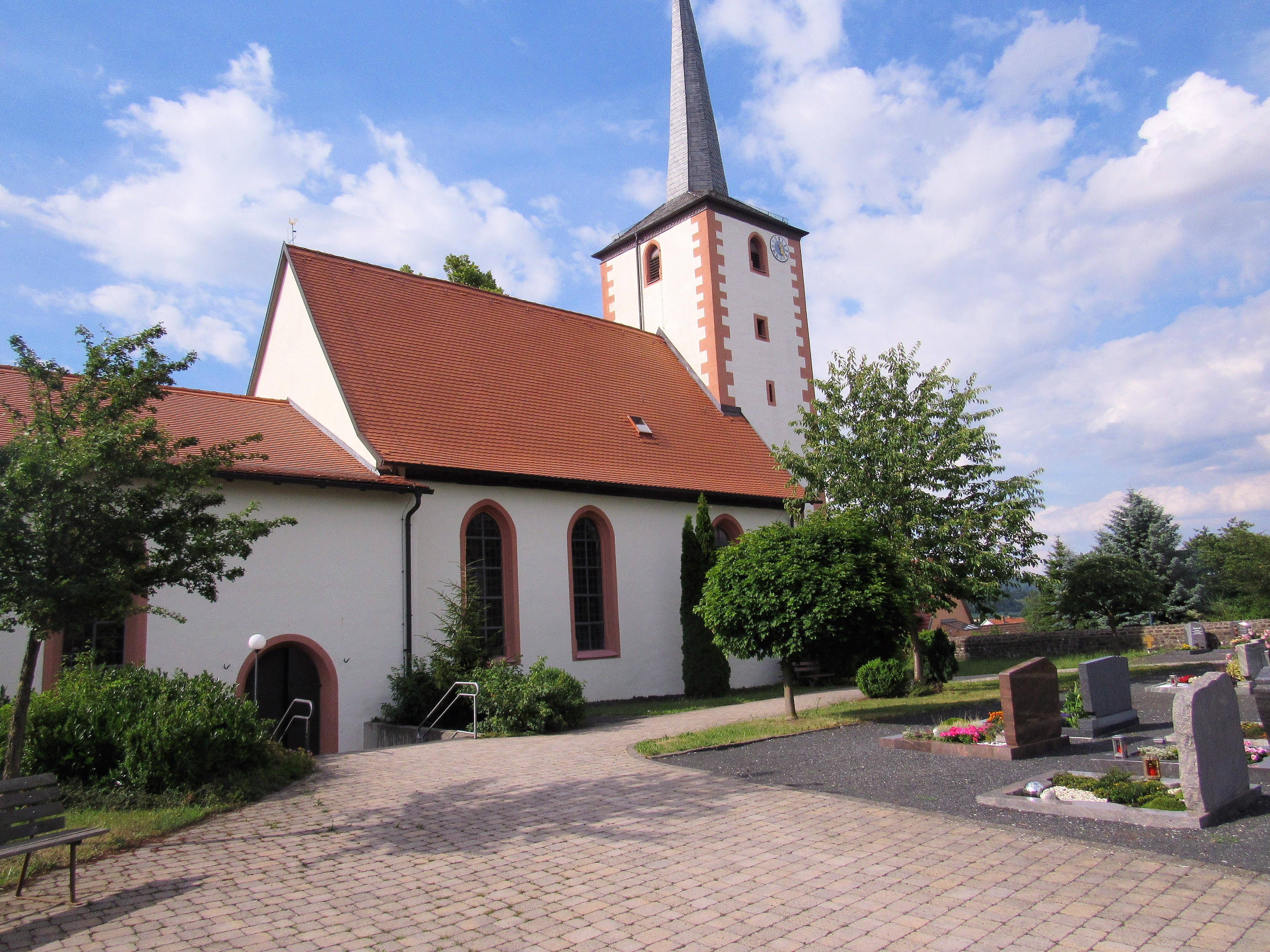
Kirche in Ortsmitte
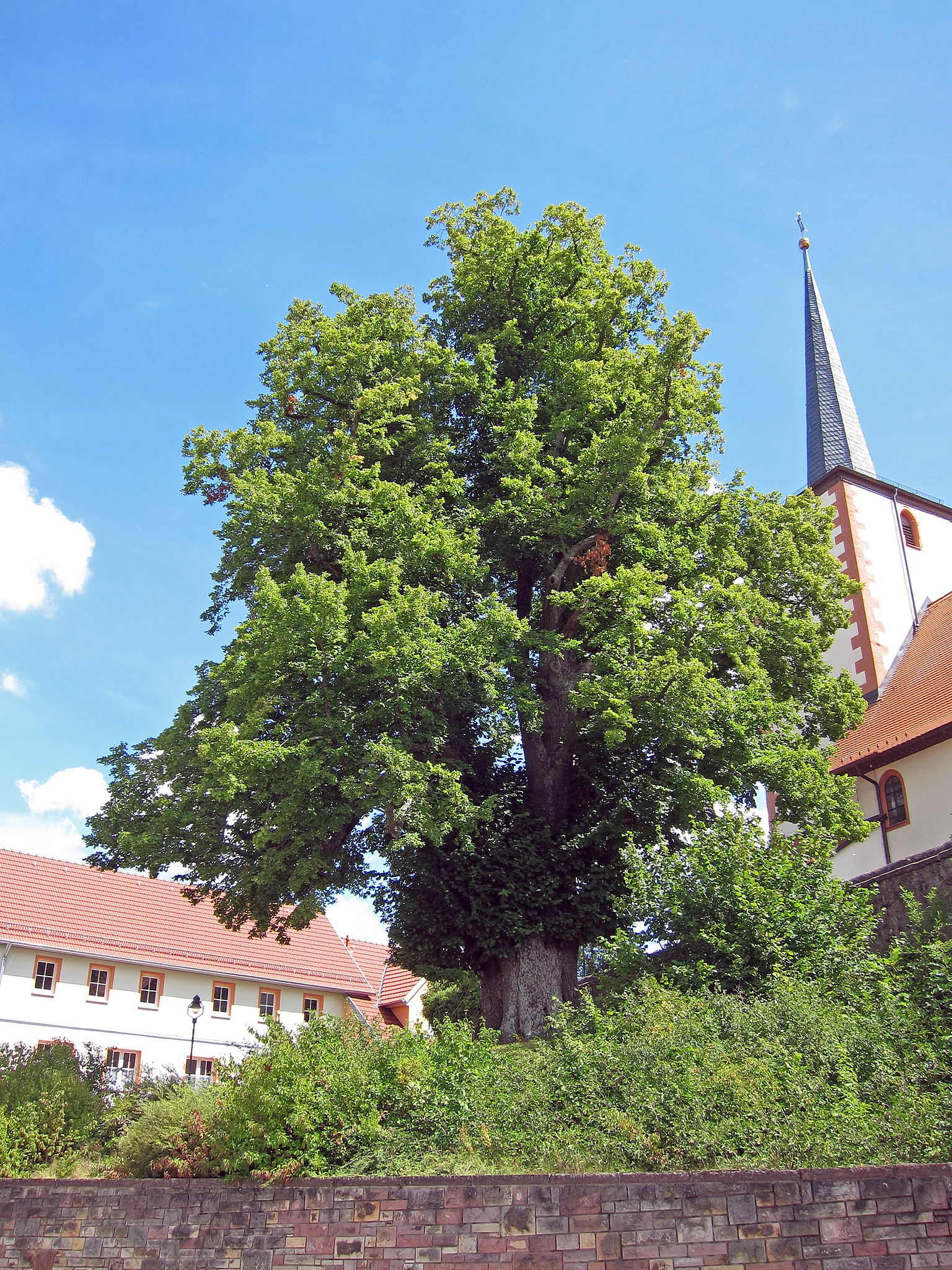
Naturdenkmal Kirchlinde
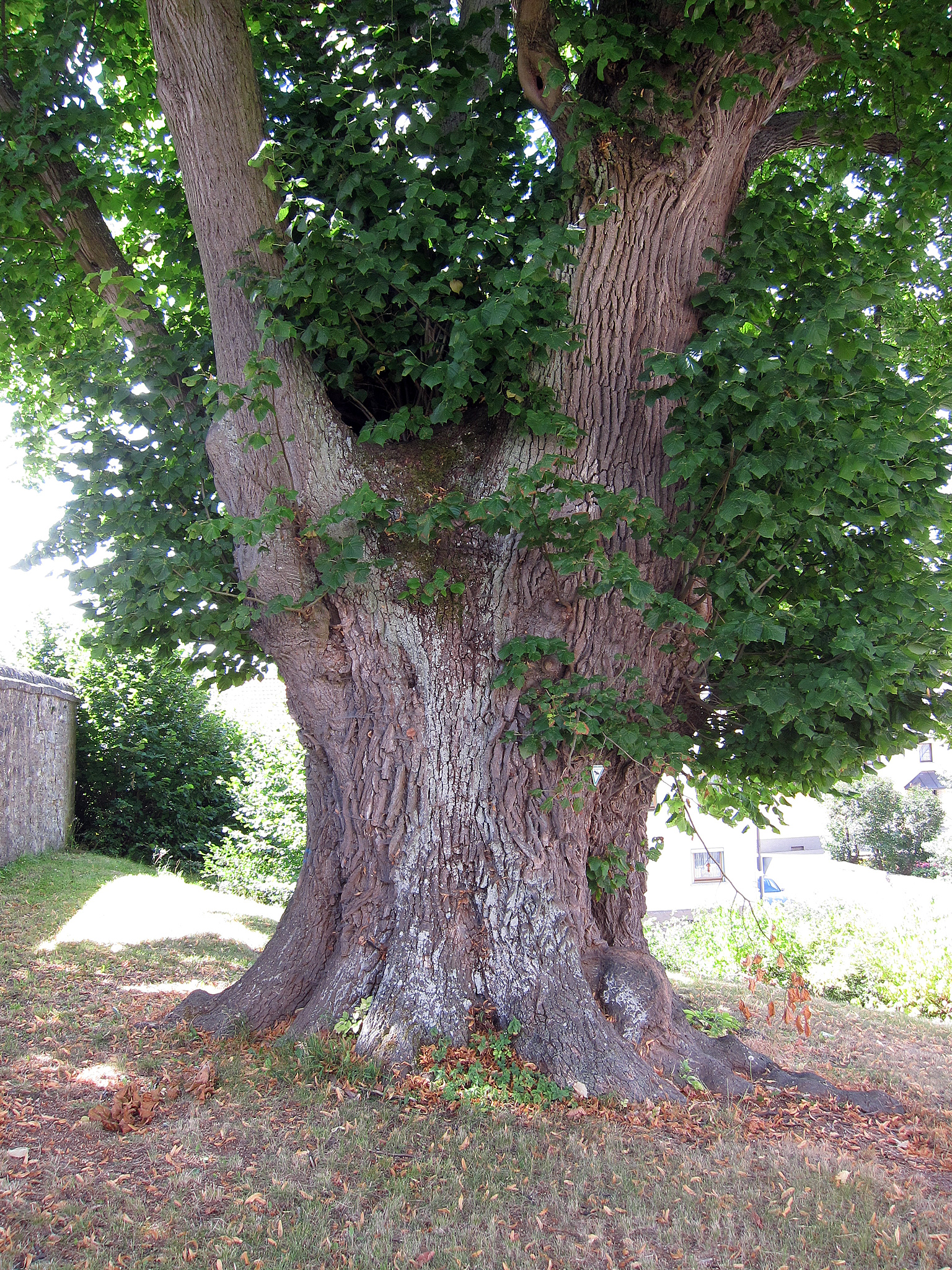
Monumentaler Stamm

## Naturdenkmal Kirchlinde
⊙ Die monumentale Sommerlinde steht als Einzelbaum an exponierter Stelle am Kirchhügel vor der oberen Kirchhofmauer direkt bei der Kirche, an der Lindenstraße genannten Hauptstraße des Orts.
Der als Naturdenkmal ausgewiesene Baumveteran hat ein geschätztes Alter von 250–300 Jahren. Sein mächtiger, aber größtenteils hohler Grundstamm verzweigt sich bald in eine Anzahl steil aufragender Starkäste, die eine straußförmige Krone bilden. Nach Messung im Jahr 2016 hatte die Linde einen Brusthöhenumfang von 7,14 m und erreicht eine Höhe von 26 m.